# ولد الغلابة (مسلسل)
ولد الغلابة مسلسل تلفزيوني مصري درامي أنتج وعُرض في سنة 2019 خلال شهر رمضان، من بطولة أحمد السقا ومي عمر، من تأليف أيمن سلامة ومن إخراج محمد سامي.

## قصة المسلسل
مسلسل "ولد الغلابة "هو ملحمة صعيدية عصرية، تعتمد أحداثه علي الإثارة والتشويق. تدور أحداث العمل حول شخصية أحمد السقا والذي يعمل مدرس بإحدى المدارس الحكومية وبسبب الظروف المادية التي يتعرض لها يضطر للعمل في مهنة أخرى ليلاً وهي سائق تاكسى. بالرغم من ذلك يعيش السقا صراعات كثيرة مع طليقته هبة مجدي وأحد كبار البلد محمد ممدوح، الذي يستدين منه ويضطر للعمل معه في نقل المخدرات. إلا أن حياته تنقلب رأسا على عقب بعد مقتل شقيقته، حيث يتفق مع مي عمر على قتل زوجها هادي الجيار و محمد ممدوح.ثم يتجه معها بعد ذلك إلى تجارة المخدرات، بعدما يتعرف على أخطر تجار المخدرات بالصعيد، ويتحول إلى التاجر الأصلي. يحاول مع مي عمر التخلص من كل من يقابلهم في رحلتهم، وبعد زواجهم تتخلص من أخته صفية، التي تجسد دورها إنجي المقدم، لينتهي المسلسل نهاية دموية بقتل السقا لزوجته مي عمر.

## طاقم العمل
- أحمد السقا: (عيسى)
- مي عمر: (فرح)
- محمد ممدوح: (ضاحي)
- إنجي المقدم: (صفية)
- إدوارد: (صديق)
- كريم عفيفي: (حمزة)
- هبة مجدي: (زينب)
- هادي الجيار: (عزت الطحان)
- صفاء الطوخي: (والدة عيسى)
- سلوى عثمان: (ثريا)
- ريم سامي: (قمر)
- أحمد فهيم: (عبد القادر)
- عفاف رشاد: (والدة زينب)
- أشرف مصيلحي: (الضابط حسين)
- جلال الزكي: (الضابط وليد - ظهور خاص)
- عماد زيادة: (رشوان - ظهور خاص)
- محمد أبو داوود: (فؤاد)
- مجدي بدر: (حسان)
- فايق عزب: (أسعد)
- عبد الرحيم حسن: (خلف)
- علاء زينهم: (ناظر المدرسة)
- تامر حسني: (محمود شلبي - ضيف شرف)
- أحمد زاهر: (جمال لبة المحامي / أحمد جعفر - ضيف شرف)

## أغنية تتر النهاية
غناء: بهاء سلطان
ألحان:تامر علي
كلمات: تامر حسين

## هوامش
- مع بدأ التحضيرات للعمل والإعلان بأنه ستناول الصعيد لكن لم يتم وضع اسم له بل كان يوصف كمسلسل أحمد السقا، لكن ظهر اسم (إحنا الصعايدة) كاسم للمسلسل، إلا إن المؤلف أيمن سلامة نفى في تصريح صحافي بأن هذا اسم المسلسل وقال انه يكتب المسلسل بدون وضع اسم حتى الآن، وبعد ذلك قرر فريق العمل اطلاق اسم (البريمو) اسماً مؤقتاً للمسلسل، وفي النهاية تقرر أن يحمل المسلسل اسم (ولد الغلابة).

## وصلات خارجية
- صفحة مسلسل ولد الغلابة على موقع السينما.كوم